# Tanizaki-Jun’ichirō-Preis
Der Tanizaki-Jun’ichirō-Preis (jap. 谷崎潤一郎賞 Tanizaki Jun’ichirō Shō) ist benannt nach dem japanischen  Schriftsteller Jun’ichirō Tanizaki. Der Preis wurde 1965  anlässlich des 80-jährigen Jubiläums der Zeitschrift  Chūōkōron vom Verlag Chūōkōron Shinsha begründet. Er wird jährlich vergeben für repräsentative Erzählprosa oder  Dramen.

## Liste der Tanizaki-Preisträger

### 1965 bis 1970
- 1965 Nobuo Kojima für Hōyō kazoku (抱擁家族)
- 1966 Shūsaku Endō für Schweigen (沈黙, Chinmoku)
- 1967 Kenzaburō Ōe für Der stumme Schrei (万延元年のフットボール, Man’en gannen no futtobōru)
- 1967 Kobo Abe für Tomodachi (友達)
- 1968 nicht vergeben
- 1969 Fumiko Enchi für Ake o ubau mono / Kizu aru tsubasa; Niji to shura (朱を奪うもの/傷ある翼/虹と修羅)
- 1970 Yutaka Haniya für Yami no naka no kuroi uma (闇のなかの黒い馬)
- 1970 Junnosuke Yoshiyuki für Anshitsu (暗室)

### 1971 bis 1980
- 1971 Hiroshi Noma für Seinen no wa (青年の環)
- 1972 Saiichi Maruya für Der Aufstand eines Einzelnen (たった一人の反乱, Tatta hitori no hanran)
- 1973 Otohiko Kaga für Kaerazaru natsu (帰らざる夏)
- 1974 Yoshimi Usui für Azumino (安曇野)
- 1975 Tsutomu Minakami für Ikkyū (一休)
- 1976 Shizuo Fujieda für Denshin yūraku (田紳有楽)
- 1977 Toshio Shimao für Hi no utsuroi (日の移ろい)
- 1978 Shinichiro Nakamura für Natsu (夏)
- 1979 Komimasa Tanaka für Poroporo (ポロポロ)
- 1980 Taeko Kōno für Ichinen no bokka  (一年の牧歌)

### 1981 bis 1990
- 1981 Shichiro Fukazawa für Michinoku no ningyotachi (みちのくの人形たち)
- 1981 Akio Goto für Yoshino-tayū (吉野大夫)
- 1982 Minako Ōba für Katachi mo naku (寂兮寥兮)
- 1983 Yoshikichi Furui für Asagao (槿)
- 1984 Senji Kuroi für Gunsei (群棲)
- 1984 Yūichi Takai für Kono kuni no sora (この国の空)
- 1985 Haruki Murakami für Hard-Boiled Wonderland und das Ende der Welt (世界の終わりとハードボイルド・ワンダーランド, Sekai no owari to Hādoboirudo Wandārando)
- 1986 Keizō Hino für Sakyū ga ugoku yō ni (砂丘が動くように)
- 1987 Yasutaka Tsutsui für Yume no kizaka bunkiten (夢の木坂分岐点)
- 1988 nicht vergeben
- 1989 nicht vergeben
- 1990 Kyōko Hayashi für Yasuraka ni ima wa nemuri tamae (やすらかに今はねむり給え)

### 1991 bis 2000
- 1991 Hisashi Inoue für Shanghai Moon (シャンハイムーン, Shanhai Mūn)
- 1992 Jakuchō Setouchi für Hana ni toe (花に問え)
- 1993 Natsuki Ikezawa für Aufstieg und Fall des Macias Guili (マシアス・ギリの失脚, Mashiasu Giri no shikkyaku)
- 1994 Takashi Tsujii für Niji no misaki (虹の岬)
- 1995 Kunio Tsuji für Saigyō kaden (西行花伝)
- 1996 nicht vergeben
- 1997 Kazushi Hosaka für Kisetsu no kioku (季節の記憶)
- 1997 Taku Miki für Roji (路地)
- 1998 Yūko Tsushima für Hi no yama - yamazaruki (火の山―山猿記)
- 1999 Nobuko Takagi für Tokō no ki (透光の樹)
- 2000 Noboru Tsujihara für Yūdōtei Enboku (遊動亭円木)
- 2000 Ryū Murakami für Kyōseichū (共生虫)

### 2001 bis 2010
- 2001 Hiromi Kawakami für Der Himmel ist blau, die Erde ist weiß (Sensei no kaban センセイの鞄, Die Mappe des Lehrers)
- 2002 nicht vergeben
- 2003 Yoko Tawada für Yōgisha no yakō ressha (容疑者の夜行列車)
- 2004 Toshiyuki Horie für Yukinuma to sono shūhen (雪沼とその周辺)
- 2005 Kō Machida für Kokuhaku (告白)
- 2005 Eimi Yamada für Fūmi zekka (風味絶佳)
- 2006 Yōko Ogawa für Mīna no Kōshin (ミーナの行進)
- 2007 Yūichi Seirai für Bakushin (爆心)
- 2008 Natsuo Kirino für Tōkyō-jima (東京島)
- 2009 nicht vergeben
- 2010 Kazushige Abe für Pistols (ピストルズ, Pisutoruzu)

### 2011 bis 2020
- 2011 Inaba Mayumi für Hantō e (半島へ)
- 2012 Takahashi Gen’ichirō für Sayonara Christopher Robin (さよならクリストファー・ロビン)
- 2013 Kawakami Mieko für Ai no yume toka (愛の夢とか)
- 2014 Okuizumi Hikaru für Tōkyō jijoden (東京自叙伝)
- 2015 Ekuni Kaori für Yamori, kaeru, shijimichō (ヤモリ、カエル、シジミチョウ)
- 2016 Itoyama Akiko für Hakujō (薄情) und Nagashima Yū für San no tonari wa gogōshitsu (三の隣は五号室)
- 2017 Matsuura Hisaki für Meiyo to kōkotsu (名誉と恍惚)
- 2018 Hoshino Tomoyuki für Honō (焔)
- 2019 Murata Kiyoko für Hizoku (飛族)
- 2020 Isozaki Ken’ichirō für Nihon mōmai zenshi (日本蒙昧前史)

### 2021 bis 2030
- 2021 Kanehara Hitomi für Unsocial Distance (アンソーシャル　ディスタンス, Ansōsharu disutansu)
- 2022 Yoshimoto Banana für Miton to fubin (ミトンとふびん)
- 2023 Tsumura Kikuko für Suishagoya no Nene (水車小屋のネネ)
- 2024 Shibasaki Tomoka für Tsuzuki to hajimari (続きと始まり)